# Geranomyia melanoxyna
Geranomyia melanoxyna is een tweevleugelige uit de familie steltmuggen (Limoniidae). De soort komt voor in het Afrotropisch gebied.